# Мерген
Мерге́н (каз. Мерген) — село у складі району Шал-акина Північноказахстанської області Казахстану. Входить до складу Городецького сільського округу, раніше входило до складу ліквідованої Мар'євської сільської ради.
Населення — 339 осіб (2021; 405 у 2009, 589 у 1999, 680 у 1989).
Національний склад станом на 1989 рік:
- казахи — 47 %
- росіяни — 33 %.

До 16 серпня 1971 року село називалось Віренка (Свободний), до 2008 року — Чапаєвське.